# Primo-nuptialité
Pour les sciences humaines, la primo-nuptialité est l'état des individus ayant contracté leur premier mariage. On l'étudie généralement, d'un point de vue sociodémographique, selon l'âge auquel les différentes générations y accèdent.
En France, par exemple, on utilise l'indicateur conjoncturel de primo-nuptialité ou somme des premiers mariages réduits. Il s'agit d'un ensemble de deux mesures annuelles du nombre des premiers mariages au sein d'une population : l'indicateur conjoncturel de primo-nuptialité masculine, et l'indicateur conjoncturel de primo-nuptialité féminine. 
Il est obtenu en faisant la somme des premiers mariages par âge entre 16 et 50 ans mesurés pour chaque sexe une année donnée, en appelant taux de primo-nuptialité par âge le rapport entre le nombre de premiers mariages contractés par les hommes et les femmes d'un âge donné à l'effectif moyen des hommes et des femmes de cet âge. 
Cet indicateur mesure le pourcentage d'hommes et de femmes qui contracteraient un mariage au cours de leur vie si, à tout âge, le taux de primo-nuptialité était celui de l'année considérée. Par différence, il mesure, bien sûr, le taux de célibataires définitifs pour chaque sexe.